# Nanny Cedercreutz
Nanny Cedercreutz (née Ebba Louise Nanny Lagerborg le 19 mars 1866 à Cannes et décédée le 8 décembre 1950 à Helsinki) est une écrivaine et scientifique finlandaise.

## Enfance et formation scientifique
Nanny Lagerborg naît à Cannes, où ses parents, le capitaine-lieutenant Alexander Wilhelm Lagerborg et Anna Maria Christina (Nanny) Franzén, passent l’hiver, car le climat y convient mieux à l’état de santé de son père ; sa mère  décède en couches. 
Nanny Lagerborg grandit à Helsingfors (actuellement Helsinki); elle  est amie avec Hanna Frosterus qui deviendra une artiste connue. En 1885, elle se rend à Genève pour apprendre le français, mais  suit aussi des cours de mathématiques et de physique. 
Elle poursuit ensuite des études à la Stockholms högskola (StHS), future université de Stockholm fondée en 1878 ; elle assiste en particulier  aux cours de mathématiques de Gösta Mittag-Leffler et à ceux de physique de Knut Ångström.
Elle soutient en 1888 une thèse de physique sur les sels gemme.
Nanny Lagerborg se rend ensuite à Paris, où elle obtient le 30 octobre 1890 une licence es sciences mathématiques à la Sorbonne.  
Avant cela, elle présente une communication à la Société mathématique de France et y est élue membre le 5 février 1890; elle est la deuxième femme membre de cette Société, après Sofia Kovalevskaïa. Sa communication porte sur le mouvement d’un solide autour d’un point fixe, et est publiée dans le  Bulletin de la société.

## Vie familiale
En 1892, elle épouse le baron Emil Waldemar Cedercreutz (1852-1924), médecin, avec qui elle a cinq enfants entre 1893 et 1906: Carl Wilhelm Cedercreutz, Kjerstin Cedercreutz (qui meurt un mois après sa naissance), Per Skragge Skragge Cedercreutz, Lars Valdemar Cedercreutz et Eva Margareta Bang. 
Son mari est  l'oncle du sculpteur et auteur finlandais Emil Cedercreutz (1879-1949).

## Femme de lettres
À partir de 1912, elle écrit, parfois sous un pseudonyme (Ala ou Bengt Ivarson), des  romans pour la jeunesse, des collections de poésie, une chronique de rimes et des récits de voyage et d’histoire naturelle. Elle a aussi rédigé une autobiographie de sa jeunesse, illustrée de dessins et de photographies.

## Œuvres
- Études sur la variation des indices de réfraction et de la densité du sel gemme sous l’influence de la température, Stockholm (1888).
- Sur le problème du mouvement d’un corps solide autour d’un point fixe, Bulletin de la Société mathématique de France, 18, 1890, 118-122.
- Från alp och hav [Des Alpes et de la mer] (Helsinski, 1914); Vandringslust (1935).
- (sous le pseudonyme de Bengt Ivarson): Gåbbar och gummor (1917); Fröken Milla Lund och Fiken, hennes hund. En rimkrönika från nådens år 1916 (1919); Snällt och ilakt (1925).
- Bidrövlit och glatt (1932); Hemma och ute (1934); Färdeminnen (1940); Min fägnad (1943); Oenhetligt (1945); Omväxling (1946); Från olika tider (1948).